# Deleni (gmina Deleni)
Deleni – wieś w Rumunii, w okręgu Jassy, w gminie Deleni. W 2011 roku liczyła 4369 mieszkańców.